# Diócesis de Sivagangai
La diócesis de Sivagangai (en latín: Dioecesis Sivagangaiensis y en inglés: Roman Catholic Diocese of Sivagangai) es una circunscripción eclesiástica de la Iglesia católica en India. Se trata de una diócesis latina, sufragánea de la arquidiócesis de Madurai. Desde el 25 de septiembre de 2020 es sede vacante y su administrador apostólico es el obispo es Stephen Antony Pillai.

## Territorio y organización
La diócesis tiene 8353 km² y extiende su jurisdicción sobre los fieles católicos de rito latino residentes en el estado de Tamil Nadu en los distritos de Sivaganga y Ramanathapuram.
La sede de la diócesis se encuentra en la ciudad de Sivaganga (en el distrito de Sivagangai), en donde se halla la Catedral de Santa María.
En 2020 en la diócesis existían 82 parroquias.

## Historia
La diócesis fue erigida el 3 de julio de 1987 con la bula Quae maiori del papa Juan Pablo II, obteniendo el territorio de la arquidiócesis de Madurai.
El 20 de abril de 1988, con la carta apostólica Constat Sanctum, el papa Juan Pablo II confirmó a san Juan de Brito como patrono principal de la diócesis.

## Estadísticas
Según el Anuario Pontificio 2021 la diócesis tenía a fines de 2020 un total de 180 812 fieles bautizados.
| Año                                                                             | Población            | Población | Población      | Sacerdotes | Sacerdotes    | Sacerdotes    | Bautizados por sacerdote | Diáconos permanentes | Religiosos | Religiosos | Parroquias |
| Año                                                                             | Bautizados católicos | Total     | % de católicos | Total      | Clero secular | Clero regular | Bautizados por sacerdote | Diáconos permanentes | Varones    | Mujeres    | Parroquias |
| ------------------------------------------------------------------------------- | -------------------- | --------- | -------------- | ---------- | ------------- | ------------- | ------------------------ | -------------------- | ---------- | ---------- | ---------- |
| 1990                                                                            | 174 550              | 2 142 635 | 8.1            | 78         | 54            | 24            | 2237                     |                      | 38         | 267        | 47         |
| 1999                                                                            | 189 374              | 2 460 030 | 7.7            | 102        | 78            | 24            | 1856                     |                      | 55         | 450        | 58         |
| 2000                                                                            | 199 872              | 2 460 030 | 8.1            | 103        | 79            | 24            | 1940                     |                      | 60         | 457        | 59         |
| 2001                                                                            | 202 477              | 2 667 041 | 7.6            | 107        | 83            | 24            | 1892                     |                      | 48         | 338        | 59         |
| 2002                                                                            | 204 064              | 2 880 905 | 7.1            | 129        | 96            | 33            | 1581                     |                      | 53         | 372        | 59         |
| 2003                                                                            | 206 861              | 3 116 363 | 6.6            | 141        | 105           | 36            | 1467                     |                      | 56         | 386        | 59         |
| 2004                                                                            | 225 548              | 2 479 560 | 9.1            | 140        | 100           | 40            | 1611                     |                      | 87         | 350        | 60         |
| 2010                                                                            | 183 227              | 2 640 000 | 6.9            | 142        | 97            | 45            | 1290                     |                      | 104        | 394        | 70         |
| 2014                                                                            | 191 478              | 2 692 546 | 7.1            | 157        | 94            | 63            | 1219                     |                      | 90         | 415        | 78         |
| 2017                                                                            | 182 344              | 2 727 000 | 6.7            | 153        | 93            | 60            | 1191                     |                      | 105        | 435        | 81         |
| 2020                                                                            | 180 812              | 3 163 997 | 5.7            | 162        | 102           | 60            | 1116                     |                      | 104        | 442        | 82         |
| Fuente: Catholic-Hierarchy, que a su vez toma los datos del Anuario Pontificio. |                      |           |                |            |               |               |                          |                      |            |            |            |

## Episcopologio
- Edward Francis † (3 de julio de 1987-1 de septiembre de 2005 retirado)
- Jebalamai Susaimanickam (1 de septiembre de 2005 por sucesión-25 de septiembre de 2020 retirado)
  - Sede vacante (desde 2020)
  - Stephen Antony Pillai, desde el 4 de junio de 2021 (administrador apostólico)